# 瑤山吻鰕虎魚
瑤山吻鰕虎魚（学名：Rhinogobius yaoshanensis）为鰕虎魚科吻鰕虎魚屬的鱼类。在中国，分布于广西大瑤山等。该物种的模式产地在广西金秀。

## 扩展阅读
維基物種上的相關：瑤山吻鰕虎魚